# (32663) 5553 P-L
5553 P-L (asteroide 32663) é um asteroide da cintura principal. Possui uma excentricidade de 0.08444140 e uma inclinação de 8.12369º.
Este asteroide foi descoberto no dia 17 de outubro de 1960 por Cornelis Johannes van Houten e Ingrid van Houten-Groeneveld e Tom Gehrels em Palomar.